# Phare de Kaipara North Head
Pour les articles homonymes, voir Kaipara.
Le phare de Kaipara North Head est un ancien phare situé sur le Cape Brett (en), dans le District de Kaipara (Northland - île du Nord), en Nouvelle-Zélande.
Le phare est enregistré par le Heritage New Zealand depuis avril 2005  en tant que structure de catégorie II.

## Histoire
Ce phare a été mis en service en 1884. Il est identique au phare de la pointe Waipapa sur l'Île du Sud. Ces deux phares, conçus par John Blackett, étaient les deux derniers phares en bois construits en Nouvelle-Zélande dans les années 1800. Il est situé à l'entrée du port de Kaipara, à l'ouest de Pouto.
La lanterne originale a été enlevée en 1944 et transférée au Cape Saunders (en) en 1948 au phare de Taiaroa Head. La lanterne présente a été transférée au phare du cap Foulwind en 1947.
Avant 1971 le Département de la marine préparait à démolir le phare abandonné. Les résidents de zone ont formé l'association du Phare de Kaipara pour travailler pour sa conservation. En 1979 la propriété a été transmise à Heritage New Zealand. La restauration du phare a été effectuée entre 1982-84, juste à temps pour le centenaire du phare. Le phare a été repeint et remis à neuf de nouveau en 2008. Le site est accessible et la tour peut être visditée occasionnellement.

## Description
Le phare  est une tour hexagonale en bois, avec double galerie et lanterne, de 14 m de haut. Le phare est totalement peint en blanc et le dôme de la grande lanterne est rouge.
Identifiant : ARLHS : NZL-030 .
|                   |
| Le phare (actuel) |

### Lien connexe
- Liste des phares de Nouvelle-Zélande